# Colchester (Nueva York)
Colchester es un pueblo ubicado en el condado de Delaware en el estado estadounidense de Nueva York. En el año 2000 tenía una población de 2,042 habitantes y una densidad poblacional de 5.7 personas por km².

## Geografía
Colchester se encuentra ubicado en las coordenadas 42°1′45″N 74°57′56″O / 42.02917, -74.96556.

## Demografía
Según la Oficina del Censo en 2000 los ingresos medios por hogar en la localidad eran de $32,147, y los ingresos medios por familia eran $37,895. Los hombres tenían unos ingresos medios de $27,143 frente a los $20,694 para las mujeres. La renta per cápita para la localidad era de $15,636. Alrededor del 12.7% de la población estaban por debajo del umbral de pobreza.